# Cela va faire du bruit dans Landerneau
Cela va faire du bruit dans Landerneau est une expression se référant à une ville bretonne et qui s'utilise à propos d'un événement qui suscitera une forte polémique dans un milieu fermé.

## Origine
L'expression est tirée d'une pièce de théâtre d'Alexandre Duval, Les Héritiers, ou le Naufrage, représentée pour la première fois le 27 novembre 1796,. Cette œuvre évoque le retour inattendu d'un marin, Antoine, que l'on croyait noyé, dans la ville de Landerneau où se situe l'action. Les héritiers qui ne le connaissaient pas se réjouissent de partager son bien et, le prenant pour son frère, laissent paraître devant lui leur joie puis leur déception quand ils apprennent que « le défunt n'est pas mort ». Quand Alain, employé de maison, à la scène XXIII, découvre le quiproquo, il s'exclame : « Antoine ! Oh, le bon tour ! Je ne dirai rien ; mais cela fera du bruit dans Landerneau ».